# Schnellbach (Beltheim)
Schnellbach ist ein Ortsbezirk der Ortsgemeinde Beltheim in der Mittelgebirgslandschaft des Hunsrücks im Rhein-Hunsrück-Kreis in Rheinland-Pfalz.

## Geographie
Schnellbach liegt östlich von Beltheim. Durch den Ort verläuft die Landesstraße 215. Zu Schnellbach gehört auch der Wohnplatz Lindenhof.

## Geschichte
Schnellbach wurde im Jahr 1407 erstmals urkundlich erwähnt.
Am 17. März 1974 wurde Schnellbach in die Ortsgemeinde Beltheim eingegliedert.

## Politik
Politisch wird der Ortsbezirk Schnellbach vom Ortsbürgermeister und dem Ortsgemeinderat Beltheim vertreten, verfügt aber auch über einen eigenen Ortsbeirat und einen Ortsvorsteher. Der Ortsbeirat besteht aus fünf Mitgliedern.
Svenja Klasen wurde 2024 Ortsvorsteherin von Schnellbach.
Ihre Vorgängerin war Dagmar Pera.

## Kirche und Vereine
Bedeutendste Vereine im Ort sind die Freiwillige Feuerwehr Schnellbach e. V. und deren Musikkapelle.
Schnellbach verfügt über keine eigene Kirche; für Gottesdienste stehen Kirchen in den benachbarten Orten Sevenich, Bickenbach und Heyweiler zur Verfügung.